# Ciechan Wyborne

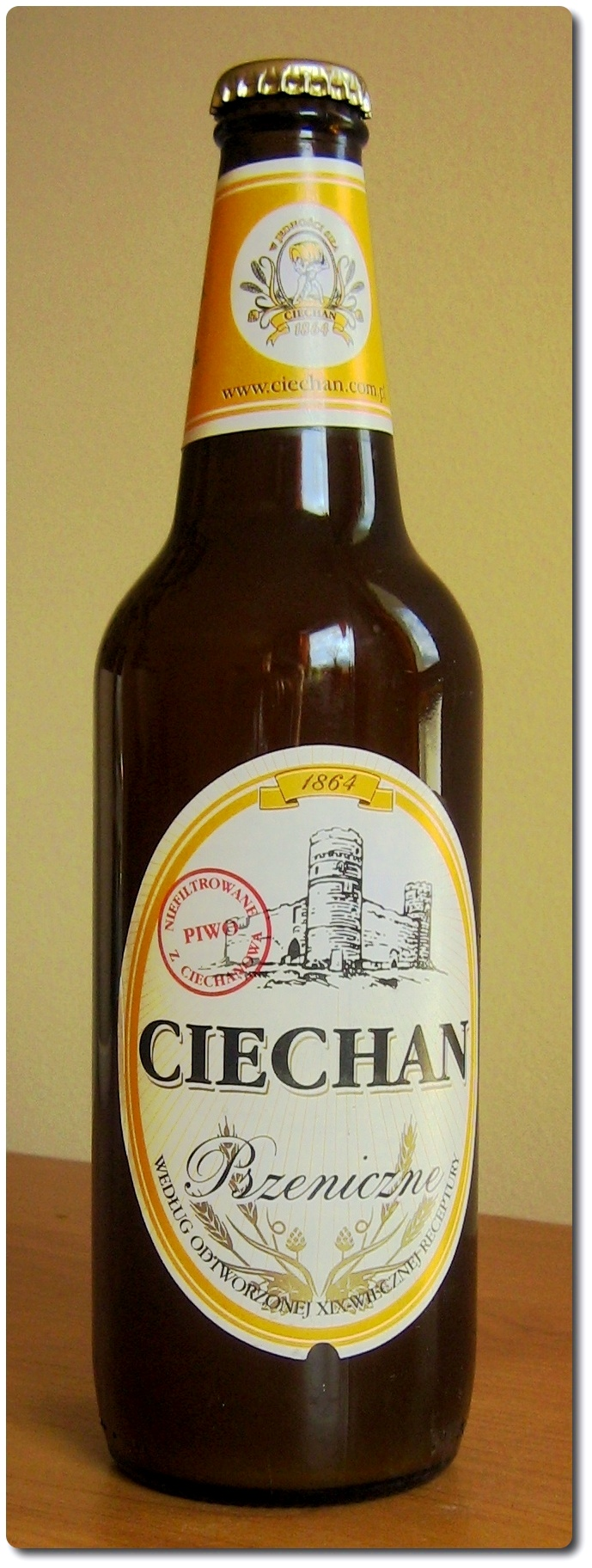
Bierflasche (Weizen)

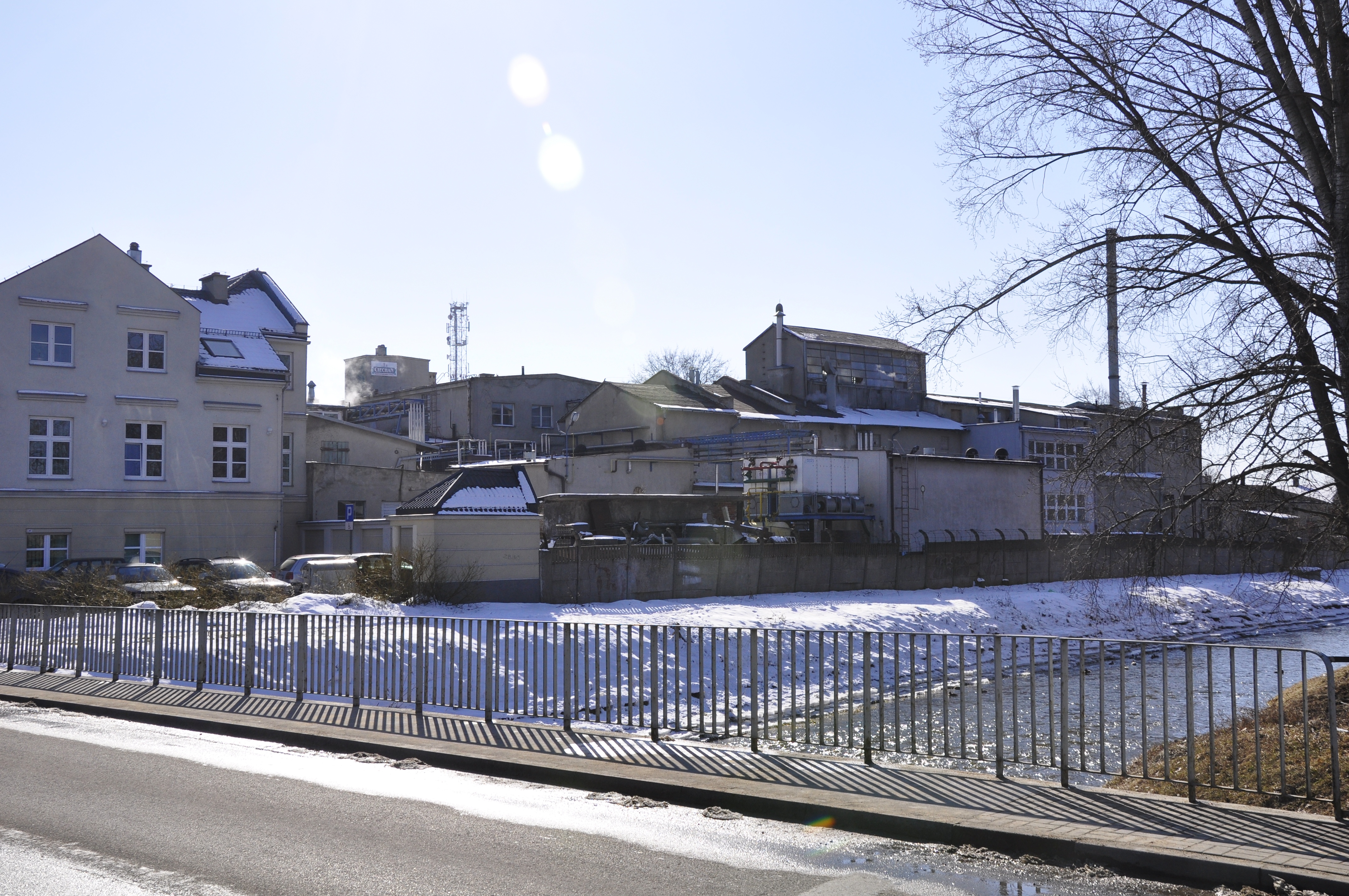
Brauerei Ciechan

Ciechan Wyborne ist ein Bier aus Polen mit einem Alkoholgehalt von 6 % Vol. Es wird in der Brauerei in Ciechanów gebraut, die zur Brauereigruppe Browary Regionalne Jakubiak gehört, einem Zusammenschluss mehrerer ursprünglich selbständiger mittelständischer Brauereien. Die Tradition des Bierbrauens in Ciechanów stammt aus dem Mittelalter, die derzeitige Brauerei entstand Mitte des 19. Jahrhunderts. Neben Ciechan Wyborne gehören zur Gruppe Browary Regionalne Jakubiak weitere Biermarken wie Bojan, Lwówek Książęcy, Ciechan Miodowe, Darłowiak und Tenczynek. Im Logo ist die Burg Ciechanów am Sitz der Brauerei.